# Гребля Шеффія
Гребля Шеффія (Cheffia) – гідротехнічна споруда на півночі Алжиру.
Греблю спорудили в 1960 – 1965 роках на уеді Бу-Номоусса (Bou Namoussa), який впадає до Середземного моря за два десятка кілометрів на схід від Аннаби (останні кілька кілометрів течії після злиття з уедом Кабір-Ест носять назву уед Мафраг). Призначенням споруди є водопостачання міст Аннаба та Ель-Хаджар, іригація 24 тисяч гектарів земель та захист від повеней.
В межах проекту долину уеду перекрили насипною греблею із глиняним облицюванням зі сторони водосховища висотою 51 метр, довжиною 650 метрів та шириною від 10 (по гребеню) до 214 (по підошві) метрів. Зведення цієї споруди потребувало 1,3 млн м3 матеріалу.
Гребля утримує водосховище з об’ємом 170 (за іншими даними – 158 млн м3). За результатами 1970 – 2017 років споруда в середньому щорічно затримувала 74 млн м3 води.